# Salgales pagasts
Salgales pagasts er en territorial enhed i Ozolnieku novads i Letland. Pagasten etableredes i 1945, havde 1.845 indbyggere i 2010 og omfatter et areal på 156,88 kvadratkilometer. Hovedbyen i pagasten er Emburga.